# La Goule
 (août 2025).
Si vous disposez d'ouvrages ou d'articles de référence ou si vous connaissez des sites web de qualité traitant du thème abordé ici, merci de compléter l'article en donnant les références utiles à sa vérifiabilité et en les liant à la section « Notes et références ».
 (août 2025).
Motif : manque de sources secondaires centrées
- Archive Wikiwix
- Bing
- Cairn
- DuckDuckGo
- E. Universalis
- Gallica
- Google
- G. Books
- G. News
- G. Scholar
- Persée
- Qwant
- (zh) Baidu
- (ru) Yandex
- (wd) trouver des œuvres sur Wikidata

| 1. | Préciser le motif de la pose du bandeau. | Précisez le motif de la pose du bandeau en utilisant la syntaxe suivante : {{admissibilité à vérifier\|date=août 2025\|motif=remplacez ce texte par le motif}}                |
| 2. | Informer les utilisateurs concernés.     | Pensez à avertir le créateur de l'article, par exemple, en insérant le code ci-dessous sur sa page de discussion : {{subst:avertissement admissibilité à vérifier\|La Goule}} |

La Société des Forces Électriques de La Goule s’est constituée le 2 décembre 1893 à Saint-Imier pour alimenter en énergie le Vallon de Saint-Imier et les Franches-Montagnes. Le 8 décembre 1894, les habitants de Sonvilier sont les premiers à remplacer les lampes à pétrole par des ampoules électriques. L’usine électrique de La Goule, construite en 1894 sur le Doubs, fut longtemps la plus importante de Suisse. Au début du XXIe siècle, la Société des forces Électriques de La Goule distribue de l’énergie à 18 000 habitants des Franches-Montagnes, du Vallon de Saint-Imier et des Brenets.
En 1895 la société alimente les fabriques d'horlogerie Bourgeois en France et entame l'électrification du plateau de Maiche dans le Doubs.
Selon le journal de Canal Alpha du vendredi 31 janvier 2020, La Goule distribue du courant fabriqué de manière renouvelable à hauteur de 90% (barrage hydraulique, éoliennes, énergie solaire), un record suisse.
Mario Annoni est le PDG en 2024.